# Йоанис Метаксас
Йоанис Метаксас (на гръцки: Ιωάννης Μεταξάς) е гръцки генерал, служебен министър-председател на Гърция между април – август 1936 и диктатор от 4 август 1936 до смъртта си през 1941 г.

## Военна кариера
Роден в Итака, Метаксас започва кариерата си като офицер от армията, като бойно кръщение той получава в Гръцко-турската война от 1897 г. След като получава образование в Германската империя, той се връща в Гърция и постъпва в Генералния щаб. Взема дейно участие в процеса на модернизирането на гръцката армия преди Балканските войни (1912 – 1913). През 1913 г. е назначен за началник на Генералния щаб на гръцката армия и през 1916 г. е повишен в чин генерал-лейтенант. Твърд монархист, той поддържа крал Константинос I и застава твърдо против гръцкото влизане в Първата световна война. Елевтериос Венизелос, тогава премиер на Гърция, подава оставка заради отказа на Метаксас да подкрепи съюзническата операция в Дарданелите, която завършва с провал на съюзниците и това е използвано в предизборната кампания. След като Венизелос печели изборите през май 1915, той мобилизира армията, за да помогне на кралство Сърбия, но бива освободен от краля. Това уволнение затвърждава разрива между монархистите и поддръжниците на Венизелос, създавайки „националната схизма“, която остава травма в гръцката политика в продължение на десетилетия. През август 1916 г. венизелоски офицери извършват преврат в град Солун и създават „Временно правителство на националната отбрана“ на Венизелос. Новото правителство, с подкрепа от Антантата, разширява своя контрол над половината от страната и влиза във войната на страната на Антантата. През юни 1917 г., със съюзническа подкрепа, крал Константин е свален от престола и Венизелос идва на власт, обявявайки от името на цялата страна включването на Гърция във войната на 29 юни 1917 година.

## Изгнание и политическа кариера между войните
Метаксас последва краля в изгнание в Корсика и не се връща до 1920, по време на изборите, спечелени от Венизелос. Метаксас е от малкото, които публично се противопоставят на продължаващата Малоазийска кампания, посочвайки военни съображения, и отказва да приеме каквато и да е била военна служба в тази война. След поражението на гръцката армия в Мала Азия, крал Константин отново е принуден да отиде в изгнание от революция, водена от полковник Николаос Пластирас. Метаксас влиза в политиката и основава Партията на свободомислещите на 12 октомври 1922 г. Въпреки това, неговата връзка с роялисти, претърпели неуспешен опит за преврат през октомври 1923 г., го принуждава да напусне страната. Скоро след това крал Георгиос II също бива принуден да напусне страната. Монархията бива окончателно премахната и в Гърция през март 1924 се обявява Втората република.
Метаксас се връща в Гърция скоро след това, заявявайки публично подкрепата си за смяната на режима. Въпреки че е един от най-известните и многообещаващи роялистки политици, първите стъпки на Метаксас в политиката не са много успешни. В изборите през 1926 неговата партия успява да спечели 15,78% от гласовете и 52 места в парламента, което я поставя почти наравно с другата основна роялистка партия – Народната партия. В резултат на това, той става министър на съобщенията в коалиционното правителство формирано от Александрос Заимис.
Вследствие на вътрешни борби в партията и напускането на много нейни членове, популярността ѝ пада до 5,3% и само едно място на изборите през 1928 г. На изборите през 1932 г. и 1933 г. този процент пада до 1,59%, но въпреки това партията запазва три депутатски места и Метаксас става министър на вътрешните работи в коалционния кабинет на Панагис Цалдарис. На изборите в 1935 Метаксас си сътрудничи с други малки роялистки партии, печелейки 7 депутати и повтаря резултата на изборите през 1936.

## Министър-председател и диктатор
След оспорван плебисцит на крал Георгиос II се връща на престола през 1935 г. Изборите от 1936 изправят Паганис Цалдарис и Темистоклис Софуклис. Политическата ситуация е още повече напрегната от високия резултат на Комунистическата партия (КПГ). Презирайки комунистите и боейки се от евентуален преврат, крал Георгиос II назначава Метаксас, тогава министър на войната, за временен премиер на 13 април 1936. Назначението бива одобрено и от парламента.
Всеобщи размирици в промишлеността през май позволяват на Метаксас да обяви извънредно положение. Той разпуска парламента за неопределено време и суспендира различни части от конституцията. На 4 август 1936 Метаксас обявява така наречения „Режим на 4 август“. Пропагандата представя Метаксас като Първи селянин, Първи работник и Баща на нацията на гърците. Метаксас приема титлата Аркхигос (на гр. лидер, вожд) и обявява началото на Третата гръцка цивилизация, след Древна Гърция и гръцката Византийска империя.

### Вътрешна политика
Напасвайки своя режим, който е подобен на Бенито Мусолини. Метаксас забранява политическите партии, стачките и въвежда широка цензура на медиите. За кратко време неговият министър на сигурността Константинос Маниадакис успява да проникне и на практика да разруши гръцката комунистическа партия.
Опитвайки се да изгради система на корпорациите и да си осигури обществена подкрепа, Метаксас приема или адаптира много от институциите на фашистка Италия: формирана е служба на граждански труд, установен е 8-часов работен ден и са въведени задължителни подобрения на условията на труд на работниците. Също така социално осигурителен институт (ИКА), който е все още най-големият институт за социално осигуряване в Гърция.
За символиката е въведен римският поздрав минойска двойна брадва, която служи като гръцки еквивалент на фашиото. За разлика от Мусолини и други диктаторски режими обаче, при управлението на Метаксас липсва подкрепата на масова политическа партия. Единствената организация на режима е Националната организация на младежта (EON). През цялото си управление силата на Метаксас почива на армията и на подкрепата на Крал Георгиос II.
Вътрешната политика на Метаксас се обуславя и от репресивното му отношение спрямо малцинствата на територията на Гърция. Българското и турското малцинства в Северна Гърция биват подложени на крайно отношение, забравено от времето след Първата световна война. Диктатурата на Метаксас в 1936 г. забранява употребата на български език не само на публични места, ами и у дома. Биват отворени вечерни училища, където местните без разлика на тяхната възраст биват принудени да учат гръцки език. Гръцката полиция нощем предприема акции за подслушване и който говорел на майчиния си език бил наказван.

### Външна политика и войната с Италия
Във външната политика Метаксас следва неутрална позиция, опитвайки се да балансира между Обединеното кралство и Хитлеристка Германия. В края 1930-те години, както и с другите балкански страни, Германия става основен търговски партньор и на Гърция. Метаксас сам има репутацията на германофил, датираща от обучението му в Германия и ролята му в „националната схизма“. Крал Георгиос и по-голямата част от гръцкия елит обаче са предани англофили. Също и доминиращата роля на Британския Кралски флот в Средиземно море не може да бъде пренебрегната от морска страна като Гърция. Експанзионистичните цели на Мусолинова Италия окончателно тласкат Гърция към един френско-английски алианс.
Политиката на Метаксас да държи Гърция вън от Втората световна война бива нарушена от изискванията на Мусолини на 28 октомври 1940. Италианският диктатор поисква окупационни права над стратегически гръцки градове. Отговорът на Метаксас е кратъкː „Alors, c'est la guerre“ („и така, това е война“). Неговият отговор е запазен в гръцкото обществено усещане с една-единствена дума – „Не“ (Όχι). Денят „Охи“ все още се празнува всяка година в Гърция. Няколко часа по-късно, Италия навлиза в Гърция от Албания и започва Итало-гръцката война.
Благодарение на добрата подготовка и въодушевена отбрана гърците са в състояние да организират успешна защита и да контраатакуват, принуждавайки италианците да се върнат в Албания. Гръцката армия дори заема голяма част от Северен Епир (Южна Албания). Метаксас не вижда германската инвазия в Гърция, тъй като умира в Атина на 29 януари 1941 г. Метаксас почива от заболяване на фаринкса, което впоследствие води до неизлечимо отравяне на кръвта. Той бива заменен от Александрос Коризис. След смъртта на Метаксас германската инвазия среща много трудности при укрепления, построени от Метаксас в Северна Гърция. Тези укрепления са били построени по продължение на българската граница и са известни като линията „Метаксас“.
Оттогава Метаксас остава силно противоречива фигура в гръцката история. Той е охулван от някои за диктаторските си методи, особено силно изразени спрямо местното българско население в Северна Гърция (подложено на жестоки репресии и асимилация) и е възхваляван от други (главно гръцки националисти) за неговата обществена политика, патриотизъм и за неговите победи в първите етапи на Итало-гръцката война.